# معاناة

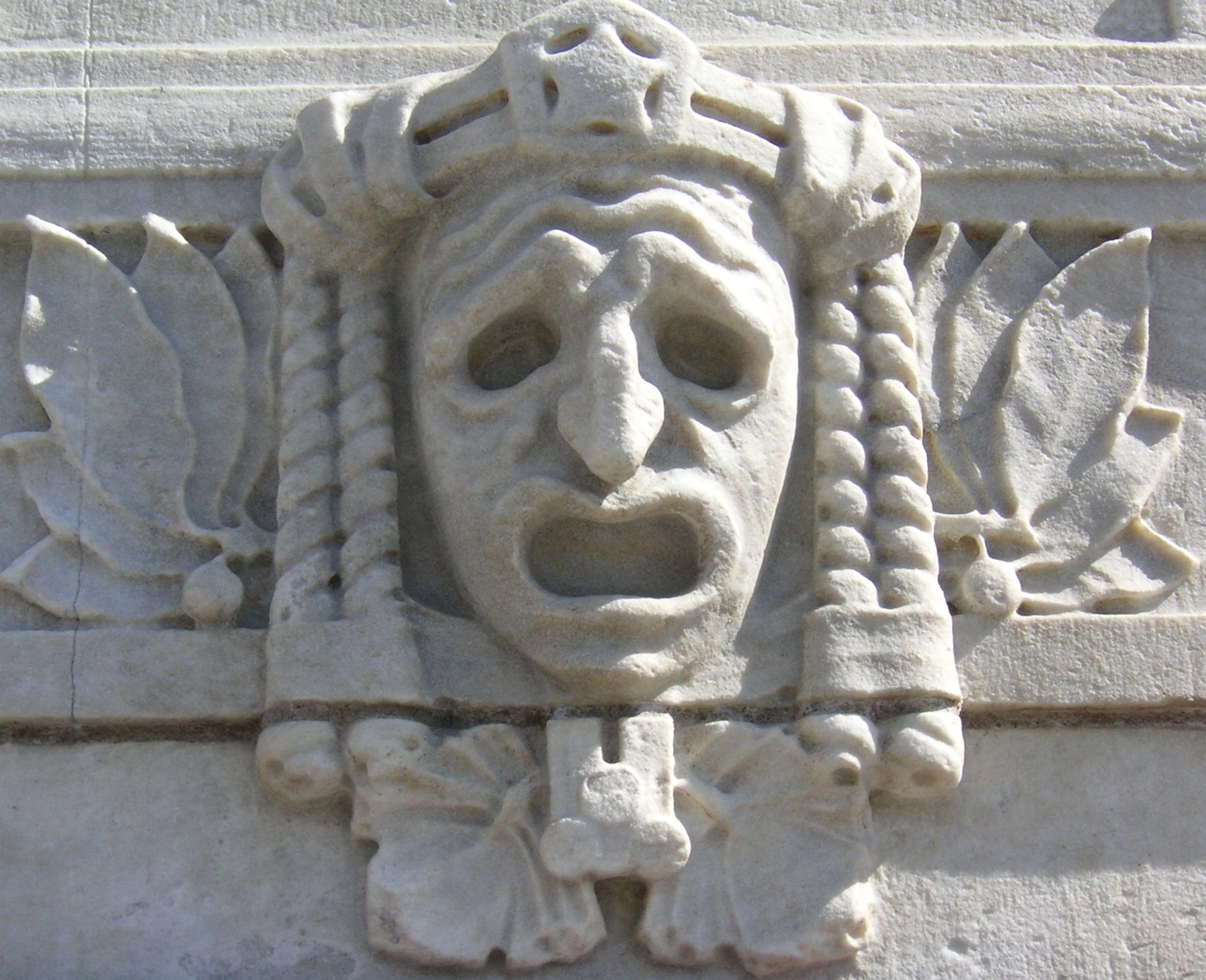
قناع المعاناة على واجهة أحد المسارح باستوكهولم

المعاناة: هي تجربةٌ شخصيةٌ يشعر بها من يعاني بعدم السعادة، يرجع مردها إما إلى مسببٍ مادي كالألم الجسمي، أو قد تكون بسببٍ نفسي كالمشاكل الحياتية المختلفة، عدم تلبية الحاجات الشخصية، فقدان أحد الأفراد المقربين، الانفصال عن المجموعات الاجتماعية، الحد من الحرية، المرض والموت. كما يمكن أن تتدرج المعاناة من أمورٍ بسيطةٍ إلى أمورٍ غير محتملة، يرجع تقديرها حسب الشخص.
تحدث المعاناة ضمن العديد من مجالات النشاط البشري، وتختلف أشكال المعاناة حسب طبيعتها، وأصلها وأسبابها، ومعناها ومغزاها، والسلوكيات الشخصية والاجتماعية، والثقافية المرتبطة بها، والعلاجات الخاصة بها، وكيفية إدارتها. غالبا ما تصنف المعاناة كمعاناةٍ ماديةٍ أو معاناةٍ عقلية. قد تأتي المعاناة بدرجاتٍ متفاوتةٍ من الشدة، بدءًا من معاناةٍ خفيفة إلى معاناةٍ لا تطاق. قد تختلف المواقف وردود الفعل تجاه المعاناة على نطاق واسع، وذلك وفقًا لإمكانية تجنب هذه المعاناة أو كونها لا مفر منها، أو كونها مجديةً أو غير مجدية، وكونها مبررةً أو لا جدوىً منها.

## فلسفيًا

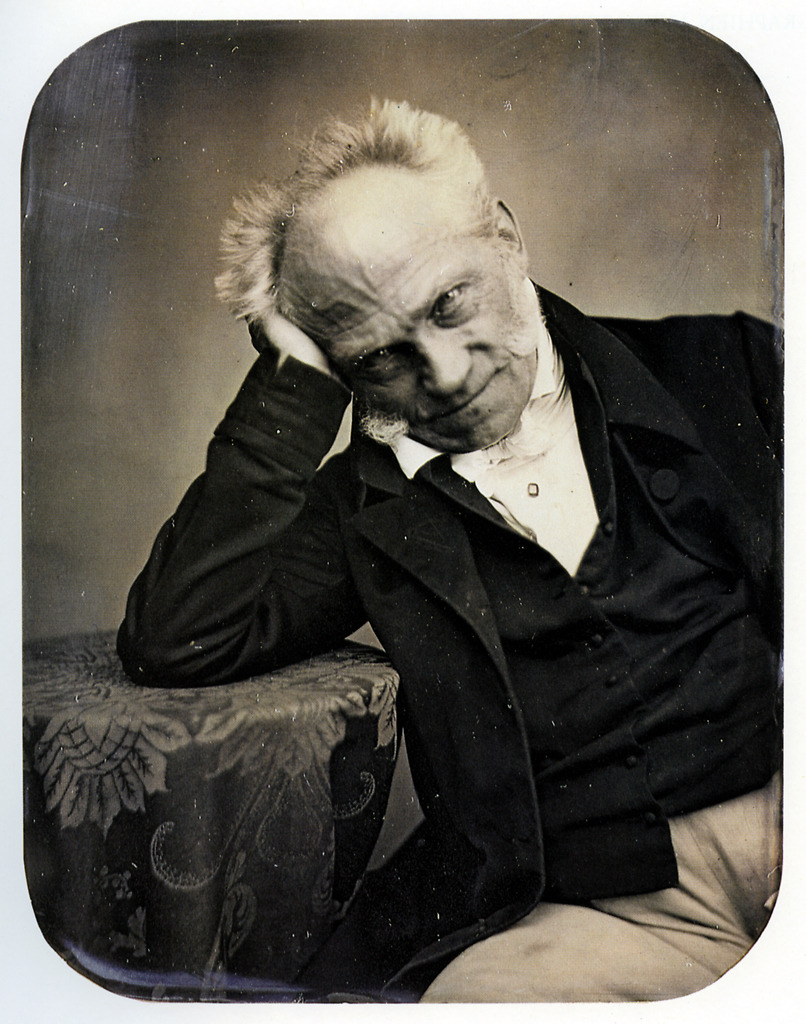
أرتور شوبنهاور الفيلسوف الألماني المشهور بفلسفته التشاؤمية عام 1852

ينطوي مذهب المتعة على نظرية أخلاقية تدّعي أن اللذة والألم هما مقياس الخير والشر. وطبقًا للفيلسوف اليوناني إبيقور فإننا ينبغي علينا أن نسعى أولاً لتجنب المعاناة والوصول إلى الطمأنينة الخالية من السعي المثير للقلق، أو المؤدي إلى عواقب غير مرغوبٍ فيها من ملذات زائلة.
وطبقًا لمذهب الرواقية، فإنه لابد من ضبط النفس بشكلٍ صارم، والوصول بالروح لحالةٍ من عدم المبالاة باللذة والألم.
وحسب جيرمي بنثام الفيلسوف الإنجليزي ومؤسس مذهب النفعية، وهي مدرسة أخلاقية تقول أن القيمة الأخلاقية للفعل تتحدد بمقدار إسهامه في النفع العام. بما يعني أن الفعل يُقيَّم بحسب ما ينتج عنه، فالسعادة أو البهجة مقابل المعاناة والألم. واقترح إجراء يسمى حساب التفاضل والتكامل لتحديد مقدار اللذة والألم الناتج عن أي عمل.
وفي فلسفة الأعمال الخيرية فإن الجهود الإنسانية يجب أن تسعى لرفع المعاناة عن عددٍ أكبر من الكائنات الحية، وجعل من يعانون سعداء بدلًا من جعل من هم سعداء أكثر سعادة. وقد توغلت فلسفة الأعمال الخيرية في الكثير من الفلسفات الأخرى حتى أننا لا يمكن أن نعتبرها اليوم فلسفةً مستقلةً بذاتها.
وترى الفلسفة التشاؤمية العالَم شرًا مطلقًا، وأنه مليء بالمعاناة التي لا تطاق والتي لا يمكن إيقافها، وأنه لربما كان من الأفضل عدم وجود هذه الحياة من الأصل على الإطلاق. ويوصي أرتور شوبنهاور الفيلسوف الألماني المشهور بفلسفته التشاؤمية باللجوء إلى الفن، والفلسفة، وفقدان الرغبة في الحياة، والتسامح مع «الزملاء الذين يعانون». كما يرى شوبنهاور أن قليل من التأمل كافٍ لنتأكد أن الحياة ليست ذات قيمةٍ ولا توجد أهميةٌ كبيرةٌ للاستمرار فيها، وأن التعلق بالحياة هو عملية عمياء غير عاقلةٍ وغير نابعةٍ من الإرادة.
وعلى النقيض، يرى غوتفريد لايبنتس أن العالَم الذي نحياه هو أحسن العوالم الممكنة، فهو يرى أن الإله عندما أراد أن يخلق الحياة كانت عنده مجموعة لا حصر لها من العوالم في تفكيره، وبالتأكيد اختار هذا العالم ليخلقه من أجل علة ما، وهي أنه "أكمل" العوالم.
وكان لنيتشه وجهة نظر أخرى، فيقول كلما أردتَ أن تكون ناجحًا كلما بحثت عن المعاناة والفشل، إنهما وقودك للأمام. وعلى لسانه تأتي العبارة الشهيرة "لجميع هؤلاء الذين أهتم لأمرهم، أتمنى لكم المعاناة والكآبة والمرض، سوء المعاملة والإهانات، احتقار الذات وعذاب عدم الثقة بالنفس وانكسار الهزيمة، ولن أحمل لكم الشفقة، لأنني أتمنى أن تثبتوا بذلك هل يستحق أحدكم أن يحصل على ما يريد في هذه الحياة أم لا، وهذا الشخص فقط سيتحمل المعاناة". ولا تأتي فلسفة نيتشه بمعزل عن معاناته هو الشخصية، فقد رفضت الزواج منه من أحبها، وعاش رحلة طويلة من المرض الجسدي والعقلي انتهت بالموت داخل إحدة المصحات العقلية عام 1900.

## دينيًا

عجلة التعاليم التي تشير إلى الطريق النبيل الثماني

تلعب المعاناة دورًا هامًا في العديد من الأديان، فيما يتعلق بأمور مثل العزاء أو الإغاثة، وفي قواعد السلوك والأخلاق (لا ضَرر ولا ضِرار، ومساعدة المنكوبين، وإظهار الرحمة)، وفي التقدم الروحي من خلال مصاعب الحياة، وفي رؤية المصير النهائي (الخلاص، الإدانة، الجحيم).
وحسب الثيوديسيا وهي فرع الفلسفة الذي يهتم بفهم مشكلة الشر، فإنه من الصعب التوفيق بين وجود إله قديرٍ وخيّر مع وجود الشر في المعاناة الشديدة، وخاصةً معاناة الأطفال الأبرياء.
وفي الديانة البوذية فإن الحقائق النبيلة الأربع هي واحدة من التعاليم الأساسية في البوذية. وهي 4 عبارات تفسر معنى المعاناة وطبيعتها ومصدرها، والطريق المؤدي إلى إيقافها. وهي من بين الحقائق التي يقال أن غوتاما بوذا قد أدركها خلال التنوير. ويظهر في البوذية مفهوم النيرفانا وهي حالة الخلو من المعاناة التي يصل إليها الإنسان بعد فترةٍ طويلةٍ من التأمل العميق، فلا يشعر بالمؤثرات الخارجية المحيطة به على الإطلاق، أي أنه يصبح منفصلاً تماماً بذهنه وجسده عن العالم الخارجي، والهدف من ذلك هو شحن طاقات الروح من أجل تحقيق النشوة والسعادة القصوى والقناعة وقتل الشهوات، ليبتعد الإنسان بهذه الحالة عن كل المشاعر السلبية من الاكتئاب والحزن والقلق وغيرها. كما يظهر الطريق النبيل الثماني وهو أحد التعاليم الرئيسية التي تؤدي إلى وقف المعاناة وتحقيق صحوة الذات.
وتعتقد المسيحية أيضًا أن معاناة الإنسان تلعب دوراً هامًا في الدين. فهي تجربة إيجابية في حالة تحقيقها لمعنى أكبر من الحياة، مثل يسوع الذي تحمل المعاناة من أجل حياة المسيحيين الآخرين. وقد يعثر الإنسان على الله وقيمة الإيمان أثناء تعرضه للمعانة. وهذا يسمح للمسيحيين بمواجهة واقع التجربة الإنسانية مع المعاناة وإيجاد تفاهم مع الذات الإلهية.
وفي الإسلام، يجب على المؤمنين تحمل المعاناة بصبرٍ وإيمان، ودون مقاومةٍ أو سؤالٍ عن السبب. فيقبل المسلم بالمعاناة لكونها إرادة الله ويُقدم عليها لأنها اختبارٌ لإيمانه. ويجب على المسلم أن يعمل على تخفيف معاناة المسلمين الآخرين.

## المعاناة في علم الأحياء وعلم النفس وطب المخ والأعصاب
تتدخل العديد من أجزاء المخ والعمليات الحيوية في عملية الشعور بالمعاناة، وقد وجدت الفحوص باستخدام أنواع الأشعة المختلفة على المخ أن منطقة التلفيف الحزامي بالمخ هي المنطقة التي تتوهج عن الشعور بالمعاناة كما في حالات الآلام الجسدية أو الضغط الاجتماعي. وتقول نظرية «تداخل الألم» أن كلًا من الألم الجسدي والاجتماعي ينطويان على نفس الأسس العصبية رغم اختلاف طبيعتهما.
علم متعة النفس، وعلم الوجدان، وعلم الأعصاب العاطفية هي بعض المجالات العلمية الناشئة التي يمكن في السنوات المقبلة أن تركز اهتمامها على فهم ظاهرة المعاناة.